# Банка (острів)
Банка (також Бангка) — острів, розташований на схід від Суматри, належить Індонезії. Населення 960 692 особи (2010). Площа острова 11,693.54 км².

## Географія
Банка разом з островом Біллітон складають острівну провінцію. Банку від Суматри, що знаходиться західніше, відділяє протока Банка; на півночі розташоване Південнокитайське море, на сході, через Гаспарску протоку, лежить острів Белітунг, на півдні — Яванське море. Площа острова — 11,693.54 км². Рельєф острова представлений низинними рівнинами, болотами, невеликими пагорбами і піщаними пляжами. Основу господарства острову складає видобуток олова (див. родовище Банка) та вирощування білого перцю.
Найбільше місто — Панкалпінанг, яке є столицею провінції Банка-Белітунг. Другим за величиною містом на острові є Сунгайліат. Основний порт острова Мунток знаходиться на заході. Інші важливі міста: Тобоалі на півдні; Коба, де видобувається олово, також у південній частині острова; Белінью — місто, відоме морепродуктами.

## Історія
Бангка була передана Великій Британії султаном Палембанга в 1812 році, а в 1814 острів віддали голландцям в обмін на місто Кочі в Індії. Японія окупувала острів з 1942 по 1945. У 1949 році острів увійшов до складу незалежної Індонезії. З 1960-их на острові проживає група індонезійських комуністів, які перебувають під домашнім арештом і не мають право залишати острів.
У 2000 Банка та Белітунг утворили нову провінцію Банка-Белітунг.

## Населення
Більшість жителів острова — індонезійські малайці і китайці підгрупи хакка. Значна частина населення зайнята на пальмових та каучукових плантаціях, вирощуванням перцю, риболовлею і видобутком олова.

## Економіка
Приблизно з 1710 острів Банка є одним з основних світових центрів видобутку олова. Виробництво олова є державною монополією Індонезії, металургійний комбінат знаходиться в місті Мунток.
Основним предметом сільськогосподарського експорту острова є перець.